# Ferme de Vidame (Gerberoy)
La ferme de Vidame est un monument historique à Gerberoy, dans le département de l'Oise.

## Historique
La ferme de Vidame est construite au XVIe siècle.
L'édifice est inscrit au titre des monuments historiques par arrêté du 1 avril 1986.

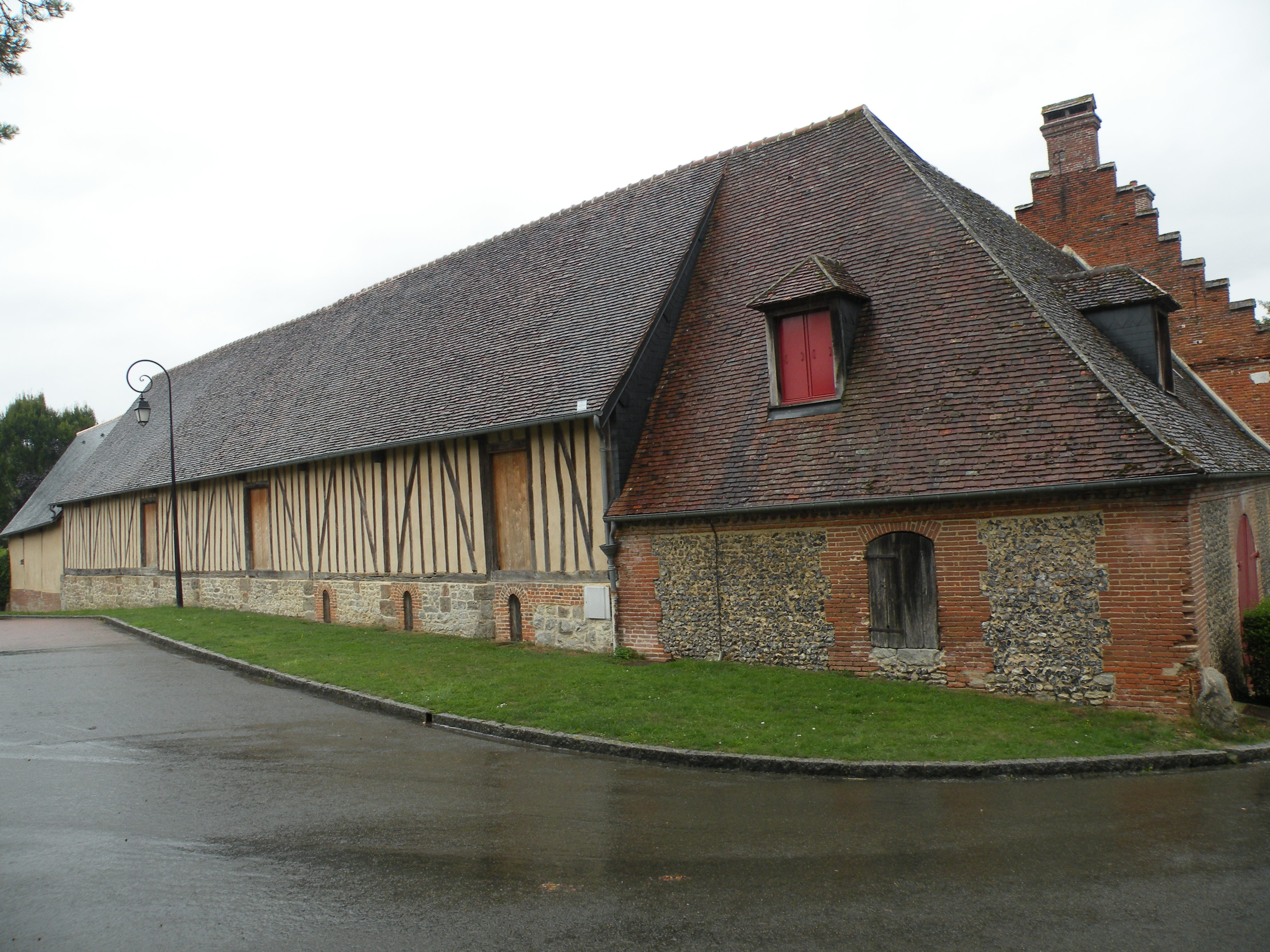
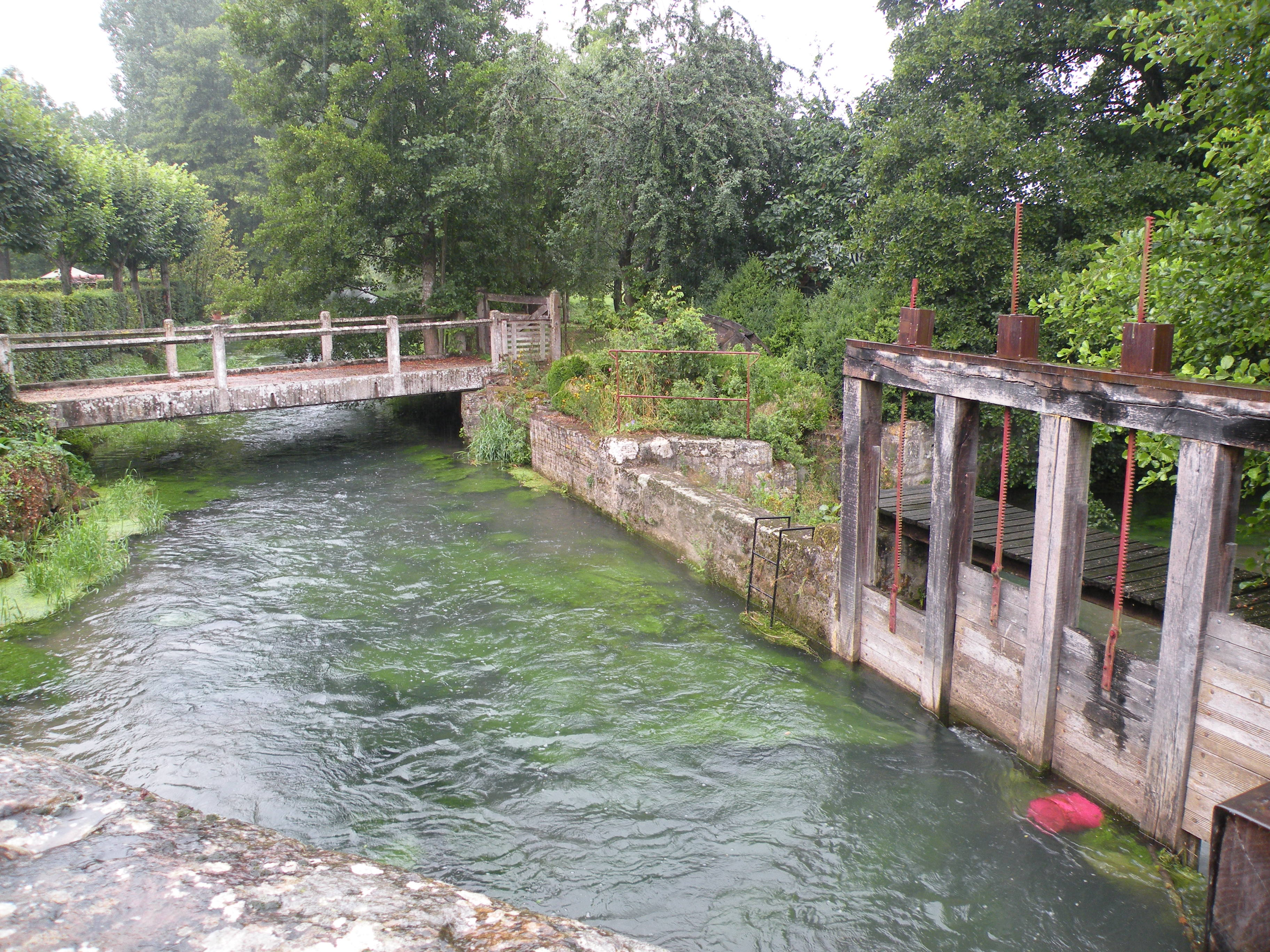
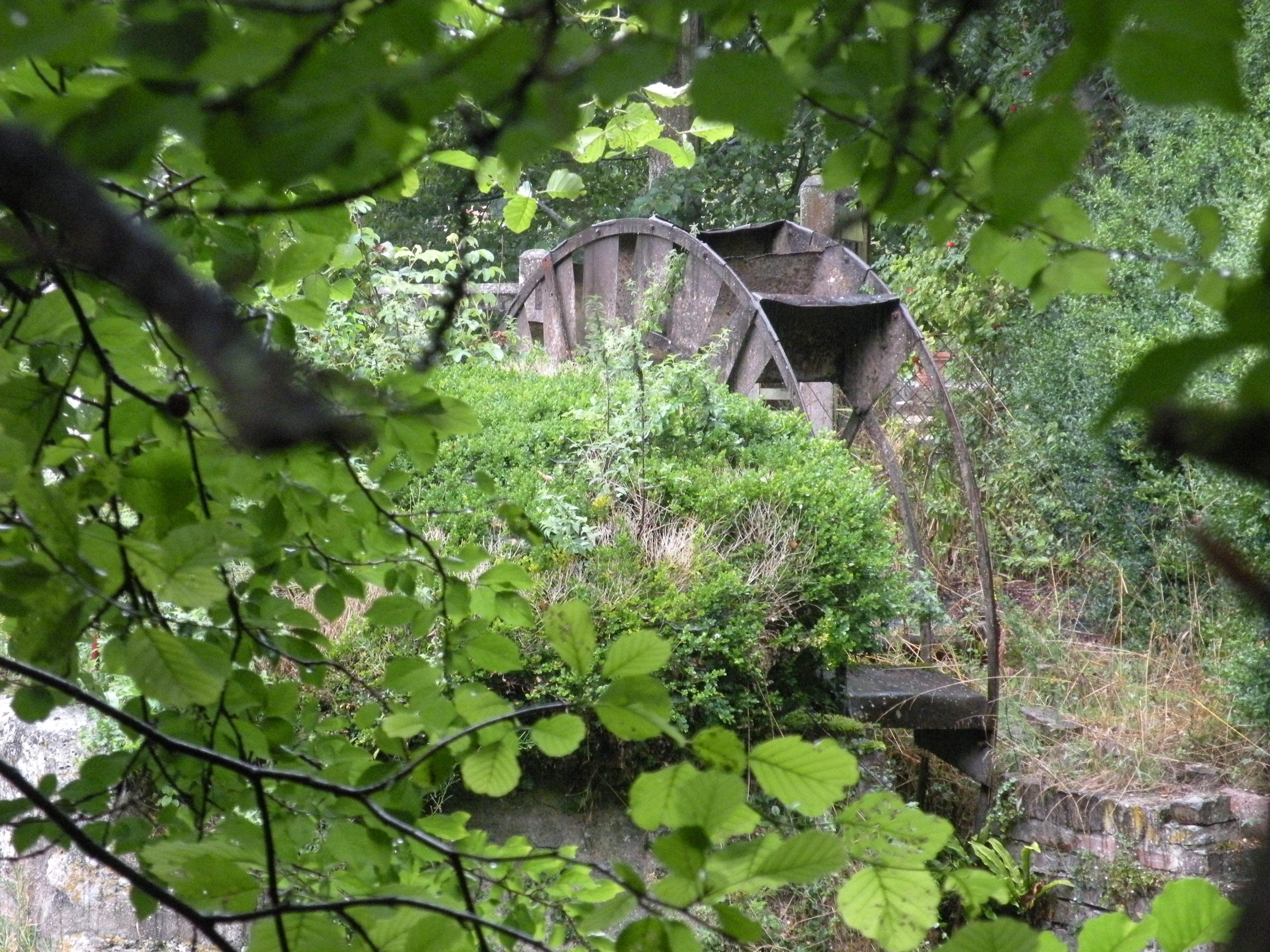
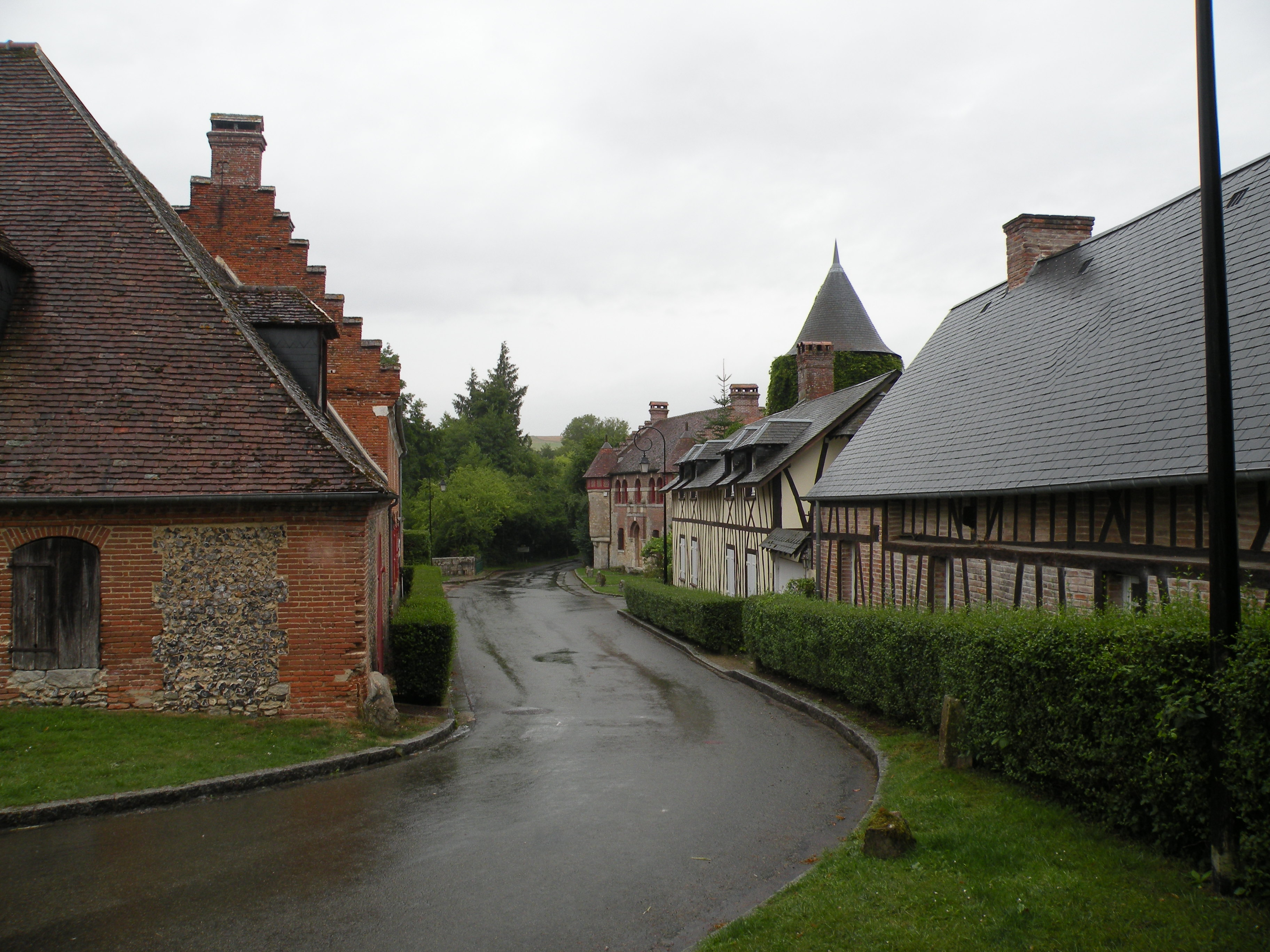